# آساهی، ناگانو
آساهی، ناگانو (به لاتین: Asahi, Nagano) یک منطقهٔ مسکونی در ژاپن است که در Higashichikuma District واقع شده‌است. آساهی ۷۰٫۶۲ کیلومترمربع مساحت و ۴٬۴۸۰ نفر جمعیت دارد.